# Piccarda Bueri
Piccarda Bueri (Verona, 1368 circa – Firenze, 19 aprile 1433) fu la moglie di Giovanni di Bicci de' Medici, il capostipite della ricchezza della famiglia Medici, e la madre del primo Signore de facto di Firenze, Cosimo de' Medici.

## Biografia

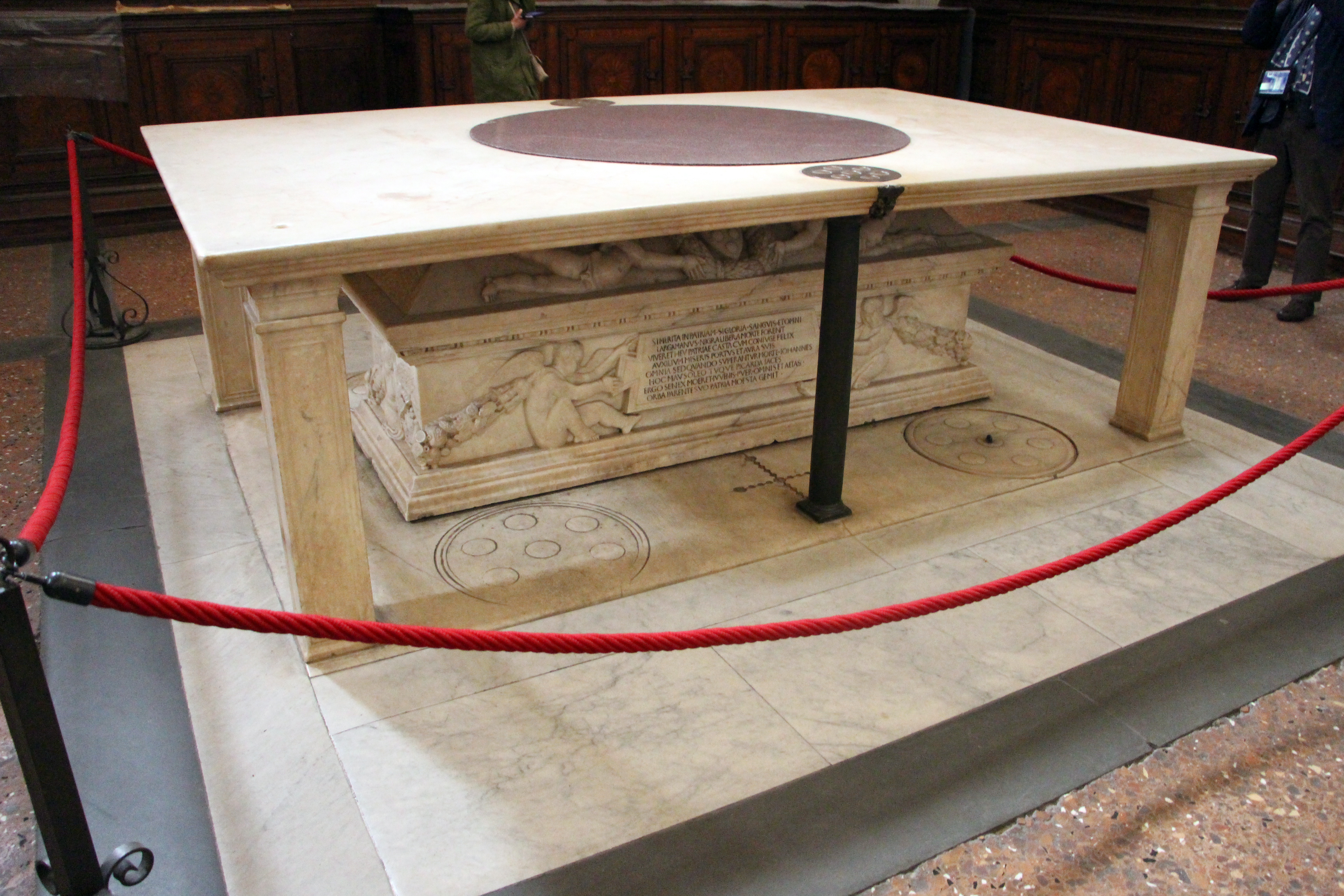
Firenze, Sagrestia Vecchia, Basilica di San Lorenzo, tomba di Giovanni di Bicci de' Medici e Piccarda Bueri

Le notizie sulla sua figura sono scarse. Si sa che era figlia di Edoardo Bueri, esponente di una famiglia di antica stirpe originaria di Firenze, ma che aveva interessi economici anche in altre città; la famiglia si trovava infatti a Verona nella prima metà del Trecento quando nacque Piccarda. Tornati a Firenze Piccarda venne maritata al giovane banchiere Giovanni di Bicci nel 1386, che all'epoca era un impiegato nel florido banco del padre Averardo. Da poco Giovanni era stato nominato responsabile per la filiale a Roma, era benestante ma non poteva certo dirsi ricco.
Il matrimonio con Piccarda, grazie ai 1500 fiorini portati in dote, permise a Giovanni di spiccare il salto verso il successo e la ricchezza, che sarebbe stato in seguito la solida base di tutta la fortuna familiare dei Medici: con quei soldi infatti egli poté mettere a frutto la sua abilità imprenditoriale, investendoli nell'acquisto della filiale romana del banco, che in seguito venne ingrandita grazie anche ai patrimoni di altri soci. Dal successo di quell'impresa economica Giovanni arrivò, alla morte, ad essere uno tra i più ricchi fiorentini dell'epoca.
Piccarda e Giovanni vivevano in un palazzo a pochi passi dalla cattedrale di Santa Maria del Fiore, nell'attuale via Ricasoli ed ebbero 2 figli Cosimo e Lorenzo ed altri due figli morti precocemente. Piccarda si occupava delle cose di famiglia e spesso, quando il marito si trovava in viaggio per affari, sorvegliava la situazione del Banco a Firenze. Con la morte del marito resta il polo centrale della famiglia fino alla morte; il marito prima di morire aveva raccomandato ai figli "di rispettarla e di non toglierle i suoi meritati onori" dato che la solidità economica raggiunta della famiglia dipendeva anche da lei.
Fu sepolta accanto al marito al centro della sagrestia Vecchia nella Basilica di San Lorenzo, nella tomba scolpita dal Buggiano. Carlo Marsuppini, umanista e poeta scrive alla sua morte una lettera ai due figli in cui celebra le sue virtù, doti umane e fedeltà coniugale di Nannina, come era chiamata in famiglia.

## Discendenza
La coppia ebbe almeno cinque figli, due dei quali in seguito gli storici evidenziarono come i capostipiti dei due rami principali della famiglia Medici: 
- Cosimo (*1389 †1464), che ereditò la fortuna paterna e diede origine al ramo detto di Cafaggiolo;
- Damiano (*? †1390), morto infante. Le fonti a proposito non sono chiare, ma probabilmente era il gemello di Cosimo;
- Lorenzo (*1395 †1440), che diede origine al ramo detto Popolano.;
- Antonio (? - 1398), anche lui, come Damiano, morto in giovane età;[4]
- Una figlia il cui nome è ignoto, morta alla vigilia delle sue nozze[2][5].